# Lienella
Lienella is een geslacht van insecten uit de orde vliesvleugeligen (Hymenoptera) en de familie Ichneumonidae.

## Soorten
- L. acutissima (Seyrig, 1952)
- L. albatoria (Seyrig, 1952)
- L. atratoria (Seyrig, 1952)
- L. canaliculata Cameron, 1906
- L. caudatoria Seyrig, 1952
- L. cinctoria (Seyrig, 1952)
- L. exsculpta (Seyrig, 1952)
- L. fasciata (Smith, 1873)
- L. fossoria Seyrig, 1952
- L. javana (Szepligeti, 1908)
- L. latratoria Seyrig, 1952
- L. mimatoria Seyrig, 1952
- L. nigratoria (Seyrig, 1952)
- L. nigriceps Cameron, 1905
- L. obscurior (Seyrig, 1952)
- L. pulchrator (Morley, 1926)
- L. quadriannulata Cameron, 1906
- L. rufatoria (Seyrig, 1952)
- L. tisisthenes (Morley, 1926)